# Mitchell Anderson (Basketballspieler)

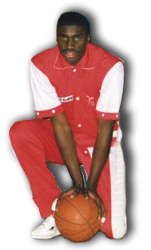
Mitchell Anderson (1985)

Mitchell Keith „J.J.“ Anderson (* 23. September 1960 in Chicago) ist ein ehemaliger US-amerikanischer Basketballspieler.

## Laufbahn
Anderson, ein 2,03 Meter großer Flügelspieler gehörte von 1978 bis 1982 zur Mannschaft der Bradley University. In 122 Spielen erzielte er im Durchschnitt 19,2 Punkte und 7,8 Rebounds. Mit 2341 Punkten setzte er sich in der ewigen Korbjägerliste der Hochschulmannschaft die Spitze. Anderson wurde als Anerkennung für seine Leistungen später in die Jahrhundertauswahl der Hochschulmannschaft sowie in Bradleys Mannschaft des Jahrzehnts der 1980er berufen. Seit 1999 wird seine Rückennummer bei Bradley nicht mehr vergeben, um Anderson zu ehren. 2010 wurde ein Spielfeld im Trainingszentrum der Hochschule nach Anderson benannt.
Beim Draftverfahren der NBA im Jahr 1982 sicherten sich die Philadelphia 76ers die Rechte am Flügelspieler. Er wurde in der zweiten Runde an insgesamt 36. Stelle ausgewählt. Anderson bestritt 13 NBA-Spiele für Philadelphia, wechselte noch während der Saison 1982/83 zu den Utah Jazz und blieb dort bis 1985. Er kam auf insgesamt 157 Einsätze in der NBA, sein Punkteschnitt betrug 4,8 pro Begegnung.
Er setzte seine Laufbahn in Italien fort, spielte von 1985 bis 1991 für Florenz in der Serie A und glänzte dort als abschlussstarker Spieler mit hoher Punktausbeute und guter Rebounder. Im Spieljahr 1991/92 stand er in Diensten des spanischen Erstligisten CAI Zaragossa, für den er in 16 Partien der Liga ACB im Schnitt 15,6 Punkte sowie sechs Rebounds je Begegnung erzielte. 1992/93 verstärkte der US-Amerikaner die griechische Erstligamannschaft Aris Thessaloniki und kehrte dann Italien zurück und zeigte bei Goccia di Carnia Udine (1993/94) und Polti Cantu (1994/95) abermals im Angriff seine Stärken als zuverlässiger Punktelieferant. Im Spieljahr 1995/96 stand Anderson zeitweilig aushilfsweise bei Taugrés Vitoria unter Vertrag, wirkte aber nur in drei Ligaspielen mit. Er zog sich aus dem Leistungssport zurück, kehrte im Alter von 38 Jahren im Januar 1999 aber beim deutschen Zweitligisten BCJ Hamburg aufs Spielfeld zurück, um als Ersatz für seinen Bekannten Adebayo Akinkunle, welcher sich verletzt hatte, zu fungieren. Auf diese Weise trug Anderson zum Bundesliga-Aufstieg der Hamburger bei.
Anderson blieb im Basketballgeschäft, gehörte in der Saison 2011/12 als Assistenztrainer zum Stab der NBA-Mannschaft Memphis Grizzlies, wechselte anschließend ins Funktionärsfach und wurde in der Sportlichen Leitung der Mannschaft tätig.